# Diogo Moreira
Diogo Moreira Nascimento (São Paulo, 23 april 2004) is een Braziliaans motorcoureur.

## Carrière
Moreira maakte zijn motorsportdebuut in het motorcross in zijn thuisland Brazilië. In 2017 verhuisde hij naar Spanje om hier aan kampioenschappen deel te nemen. In 2018 werd hij tweede in het Spaanse Moto4-kampioenschap. In 2019 kwam hij uit in de European Talent Cup. Op een Honda won hij een race op het Circuito Permanente de Jerez en behaalde hij nog twee andere podiumfinishes op Jerez en het Circuito de Albacete. Met 96 punten werd hij zesde in het klassement.
In 2020 stapte Moreira over naar het Spaanse Moto3-kampioenschap, waar hij op een Honda bleef rijden. Een vijfde plaats op Jerez was zijn beste race-uitslag en hij werd met 49 punten tiende in de eindstand. In 2021 bleef hij actief in deze klasse en behaalde hij een podiumfinish op het Circuit Ricardo Tormo Valencia, waardoor hij met 62 punten elfde werd. Dat jaar reed hij ook in de FIM MotoGP Rookies Cup. Hij behaalde vier podiumplaatsen: twee op Jerez en een op zowel het Autódromo Internacional do Algarve als het Circuit Mugello. Hij moest wel twee raceweekenden missen, waardoor hij met 127 punten zesde in het kampioenschap werd.
In 2022 debuteerde Moreira in de Moto3-klasse van het wereldkampioenschap wegrace voor het nieuwe team MT Helmets – MSI op een KTM. Hij kende een goed eerste eizoen, waarin hij in Groot-Brittannië de pole position behaalde. Zijn beste race-uitslag was een vijfde plaats in Maleisië. Met 112 punten werd hij achtste in de eindstand als de beste rookie.
In 2023 bleef Moreira bij MT Helmets – MSI in de Moto3 rijden. In de seizoensopener in Portugal stond hij voor het eerst op het podium, en in de daaropvolgende race in Argentinië voegde hij hier nog een podiumfinish aan toe. In Indonesië startte hij vanaf pole position en behaalde hij zijn eerste Grand Prix-overwinning.

## Statistieken

### Grand Prix

#### Per seizoen
| Seizoen | Klasse | Motor  | Team                  | Races | Winst | Podiums | Poles | SR | Ptn | Pos |
| ------- | ------ | ------ | --------------------- | ----- | ----- | ------- | ----- | -- | --- | --- |
| 2022    | Moto3  | KTM    | MT Helmets – MSI      | 19    | 0     | 0       | 1     | 0  | 112 | 8e  |
| 2023    | Moto3  | KTM    | MT Helmets – MSI      | 20    | 1     | 3       | 1     | 0  | 131 | 8e  |
| 2024    | Moto2  | Kalex  | Italtrans Racing Team | 18    | 0     | 1       | 0     | 0  | 80  | 13e |
| 2025*   | Moto2  | Kalex  | Italtrans Racing Team | 13    | 2     | 4       | 3     | 3  | 153 | 3e  |
| Totaal  | Totaal | Totaal | Totaal                | 70    | 3     | 8       | 5     | 3  | 476 |     |

#### Per klasse
| Klasse | Seizoenen  | 1e GP      | 1e podium         | 1e winst       | Races | Winst | Podiums | Poles | SR | Ptn | Kampioen |
| ------ | ---------- | ---------- | ----------------- | -------------- | ----- | ----- | ------- | ----- | -- | --- | -------- |
| Moto3  | 2022-2023  | Qatar 2022 | Portugal 2023     | Indonesië 2023 | 39    | 1     | 3       | 2     | 0  | 243 | 0        |
| Moto2  | 2024-heden | Qatar 2024 | Solidariteit 2024 | Nederland 2025 | 31    | 2     | 5       | 3     | 3  | 233 | 0        |
| Totaal | 2022-heden | 2022-heden | 2022-heden        | 2022-heden     | 70    | 3     | 8       | 5     | 3  | 476 | 0        |

#### Races per jaar
(vetgedrukt betekent pole positie; cursief betekent snelste ronde)
| Jaar | Klasse | Motor | 1      | 2       | 3      | 4       | 5       | 6       | 7      | 8       | 9       | 10      | 11      | 12      | 13     | 14      | 15     | 16      | 17     | 18      | 19     | 20      | 21  | 22  | Pos | Ptn  |
| ---- | ------ | ----- | ------ | ------- | ------ | ------- | ------- | ------- | ------ | ------- | ------- | ------- | ------- | ------- | ------ | ------- | ------ | ------- | ------ | ------- | ------ | ------- | --- | --- | --- | ---- |
| 2022 | Moto3  | KTM   | QAT 6  | INA DNF | ARG 6  | AME DNF | POR 10  | SPA 10  | FRA 14 | ITA DNF | CAT DNS | DUI 16  | NED 16  | GBR 6   | OOS 6  | SMR 7   | ARA 15 | JPN 6   | THA 6  | AUS 7   | MAL 5  | VAL 8   |     |     | 8   | 112  |
| 2023 | Moto3  | KTM   | POR 3  | ARG 2   | AME 4  | SPA 10  | FRA DNF | ITA 7   | DUI 7  | NED 12  | GBR 7   | OOS 8   | CAT 16  | SMR 12  | IND 13 | JPN 14  | INA 1  | AUS DNF | THA 13 | MAL DNF | QAT 26 | VAL DNF |     |     | 8   | 131  |
| 2024 | Moto2  | Kalex | QAT 23 | POR 18  | AME 14 | SPA DNF | FRA 26  | CAT DNF | ITA 11 | NED 16  | DUI 4   | GBR DNF | OOS 16  | ARA 17  | SMR 8  | EMI DNS | INA    | JPN 8   | AUS 5  | THA 5   | MAL 10 | SOL 3   |     |     | 13  | 80   |
| 2025 | Moto2  | Kalex | THA 4  | ARG DNF | AME 21 | QAT 5   | SPA 4   | FRA 4   | GBR 2  | ARA 2   | ITA 4   | NED 1   | DUI DNF | TSJ DNF | OOS 1  | HON     | CAT    | SMR     | JPN    | INA     | AUS    | MAL     | POR | VAL | 3*  | 153* |

* Seizoen nog bezig.